# تدقيق الأحداث الهامة
تدقيق الأحداث الهامة (SEA) المعروف أيضا باسم تحليل الأحداث المهمة ، وهو طريقة لتقييم الأحداث المهمة رسميا لاسيما في الرعاية الأولية في المملكة المتحدة بهدف تحسين رعاية المرضى وخدمتهم. فلكي تكون فعالة تسعى SEA في كثير من الأحيان إلى الحصول على مساهمات من جميع أعضاء فريق الرعاية الصحية وتتضمن مناقشة لاحقة للإجابة عن سبب حدوث الحدث والدروس التي يمكن تعلمها. يمكن أن تكون الأحداث التي تؤدي إلى SEA متنوعة وتشمل الأحداث السلبية والحرجة، فضلا عن الممارسات الجيدة. وهو مطلوب في أغلب الأحيان للتقييم وإعادة التحقق والتطوير المهني المستمر.

## التعريف
تم تأسيس مفهوم SEA بمساعدة ورقة مايك برينجل العرضية حول هذا الموضوع في عام 1995 ، حيث عرف SEA على أنه :
عملية يتم فيها تحليل الحلقات الفردية بطريقة منهجية ومفصلة للتأكد مما يمكن تعلمه حول الجودة الشاملة للرعاية والإشارة إلى التغييرات التي قد تؤدي إلى تحسينات.
لا ينطوي بالضرورة على نتيجة غير مرغوب فيها ويمكن أن يعكس ممارسة جيدة أو سيئة. وقد يعرف اتحاد الدفاع الطبي (MDU) SEA بأنه: طريقة لتحليل الحوادث ذات الآثار المترتبة على رعاية المرضى رسميا من أجل تحسين الخدمات.
لأغراض التقييم وإعادة التحقق، فإن SEA هو: أي حدث غير مقصود أو غير متوقع، يمكن أن يؤدي بالفعل إلى ضرر. وينعكس هذا في تعريف المجلس الطبي العام (GMC) الذي يختلف عن التعريف المستخدم بشكل متكرر في الرعاية الأولية. فقد وصف المجلس الطبي العام SEA بأنها:
حادث غير مرغوب فيه أو حرج هو أي حدث غير مقصود أو غير متوقع ، يمكن أن يؤدي إلى ضرر مريض واحد أو أكثر. وهذا يشمل الحوادث التي لم تسبب ضررا ولكن كان من الممكن أن تحدث; أو حيث كان ينبغي منع الحدث.

### المرادفات
قد يشار أيضا إلى تحليل الأحداث المهمة ( SEA ) على أنه حادث خطير غير مرغوب فيه أو حادث سلامة المرضى ، أو تدقيق الأحداث الحرجة ، أو تحليل الحوادث الحرجة ، أو تحليل الحالة المنظم ، أو مناقشة الحالة الميسرة.

## الاستخدام
تحليل الأحداث المهمة هو في الأساس مفهوم من المملكة المتحدة ، حيث يجتمع أعضاء الفريق معا لمراجعة بناء لحدث قد حصل، وهو ما يعادل على نطاق واسع إجراء دراسة حالة. ويتم استخدامه بشكل تفضيلي في حالات الرعاية الأولية ولديه بعض المقارنات مع تحليل السبب الجذري، فغالبا ما يكون مطلوبا للتقييم وإعادة التحقق والتطوير المهني المستمر ، وعلى عكس التدقيق السريري فإن تحليل الأحداث المهمة نوعي يعتبر شكلا من أشكال نشاط تحسين الجودة حيث أن أحداث SEA في الرعاية الأولية لا تفي في كثير من الأحيان بعتبة الضرر.
يمكن استخدامه أيضا كجزء من سجل تعلم متدرب GP. تم تسليط الضوء على قيمة استخدام تحليل الأحداث المهمة (SEA) في نشر عقد GP لعام 2004 وأصبح جزءًا من عقد GP في المملكة المتحدة مع الممارسات التي تتطلب إكمال 12 تحليل وتدقيق للأحداث المهمة كل ثلاث سنوات.
تم اعتماد SEA كتقنية لإدارة المخاطر من قبل الوكالة الوطنية لسلامة المرضى.

## الأحداث
يمكن أن تكون الأحداث التي تؤدي إلى تدقيق للأحداث المهمة  متنوعة، وتشمل الأحداث السلبية والحرجة بالإضافة إلى الممارسات الجيدة، وهي طريقة منظمة لمراجعة حدث تسبب في ضرر مسبق أو خطر وشيك أو حتى محدد. بهدف أن يكون تطورًا إيجابيًا ويمكن أن يغطي المجالات السريرية والإدارية، فهي تشمل الأمثلة التالية:

### الوقاية
- حالات الإصابة في مرحلة الطفولة [3]
- تشخيص سرطان جديد [3]
- الحمل غير المخطط له [3]
- الحمل دون السن القانونية [2]
- نوبة قلبية جديدة [3]
- سكتة دماغية جديدة [3]
- كسر هشاشة العظام [3]
- دخول المستشفى الذي يمكن تجنبه [3]
- النوبة [3]
- الموت المفاجئ غير المتوقع أو دخول المستشفى [3][13]
- تسجيل شخص مصاب بالسكري يعاني من ضعف البصر.[2]

### الخدمة
- الشكاوى[3]
- المجاملات[3]
- قضية السرية[13]
- الخلط بين أسماء المرضى[9]
- مشكلة في التوظيف[13]

### الإدارة
- معلومات طبية مفقودة[3]
- أوقات الانتظار[3][12]
- لم يتم إرسال الإحالة[3][12]
- زيارة منزلية فائتة[3]
- طلب لم يتخذ إجراء بشأنه[9]

### إدارة المخاطر
- التفاعلات الدوائية الضارة[3]
- مراقبة الأدوية مثل الوارفارين[3]
- هجوم عنيف على الموظفين[9]
- انفجار الغضب[9]

## الأهداف
- تحديد الأحداث الفردية سواء كانت مفيدة أو ضارة وتحسين جودة رعاية المرضى من الدروس المستفادة.
- تشجيع الانفتاح بدلا من اللوم أو النقد الذاتي.
- تشجيع بناء الفريق.
- تحديد الممارسات الجيدة والسيئة.
- أن تكون مفيدة للتطوير المهني المستمر.
- مشاركة SEA بين الفرق داخل NHS.[2]

يتم تجميع جدول زمني ل SEA مع الحقائق التي تم جمعها من خلال السجلات الطبية والروايات الشخصية والمقابلات، ويمكن بعد ذلك إجراء مزيد من التحليلات لهذا الأمر.

## الاجتماع
وكثيرا ما يتم تعيين التقييم الاستراتيجي كبند في جدول الأعمال ضمن اجتماع مجموعة أوسع، ولكن يمكن أيضا ترتيب اجتماع منفصل مخصص إذا لزم الأمر. يتألف الحاضرون عادة من عدد قليل أو عدد مما يلي:
- تحديد المواقع
- مدير الممارسة
- الممرضات - الممارسة أو المجتمع
- موظفي الإستقبال
- السكرتيرات
- المهن الصحية المساعدة
- المرضى ومقدمي الرعاية

في الاجتماع ، يعرض المشاركون في الحدث ما حدث في القضية ، يليه استجواب ومناقشة جماعية حول كيفية التعامل مع الموقف. قد يكون من الضروري اتخاذ إجراءات وعقد اجتماع متابعة بالاتفاق ويتم تسجيل العملية كملخص. ثم يتم توثيق ال SEA في نموذج كثيرا ما يكون مخصصا لهذه الممارسة.

## النتائج
قد تؤدي المناقشة إلى عدد من النتائج بما في ذلك:
- احتفال[3]
- تغيير فوري[3]
- التدقيق[3]
- لا يوجد إجراء[3]
- مراجعة الأدبيات أو المبادئ التوجيهية وتقديم تقرير [7]
- تحليل السبب الجذري والإبلاغ عنه [7]

لا توجد نقطة نهاية ثابتة، فبالتالي يمكن إعادة تقييم النتائج على فترات محددة مسبقا.

## الإعداد
تشمل الوكالات الخارجية التي قد تتطلب الوصول إلى وثائق SEA المرضى ومقدمي الرعاية ومثمنين GP ولجان الحوكمة السريرية ومجموعات التكليف السريري (CCGs) و (GMC).
يتم تشجيع الأطباء العامين الآن على الإبلاغ عن SEAs ومشاركتها عبر الحوكمة السريرية المحلية CCG. وقد تشمل أنظمة الإبلاغ الأخرى نظام 
البطاقة الصفراء لوكالة تنظيم الأدوية ومنتجات الرعاية الصحية (MHRA) للأحداث الطبية السلبية.

## الصعوبات
قد تتسبب القيود المفروضة بسبب الوقت اللازم لأداء SEA في صعوبة متابعة العملية، وقد تشمل القيود الأخرى مقاومة ضد الصدق، حيث أن العملية تتطلب جهدًا عاطفيًا وغير مريحة، اضافةً إلى نقص الحافز. قد تختلف ديناميكيات القيادة والمجموعة وقد يكون هناك تضارب في المصالح بين الموظفين.

## التاريخ
تعتمد طريقة SEA التي تركز على الفريق بدلا من الفرد على تقنية الحوادث الحرجة، التي طورها خلال الحرب العالمية الثانية عالِم نفس الطيران جون سي فلاناغان، وهذا لتحديد الجوانب الناجحة والسلبية ل "القيادة القتالية". فقد يمتد تطبيقه الآن إلى الأعمال وعلم النفس التنظيمي والتعليم والرعاية الصحية.
تم تحليل الأحداث غير المرغوب فيها بشكل خطير داخل NHS من خلال عدد من الأساليب بما في ذلك الجولات الكبرى واجتماعات علم الأمراض السريرية والاستفسارات السرية.
في عام 1995 نشر اثنان من الممارسين العامين وهم مايك برينجل وكولين برادلي ورقة "رائدة" عن ال SEA. لقد ساعدوا في التحريض على تحليل الأحداث المهمة وتطويرها في الرعاية الأولية في المملكة المتحدة. فبعد نشر خدمة من الدرجة الأولى تم إنشاء الحوكمة السريرية في أبريل 1999، وبعد ذلك روجت وثيقتان أخريان ل SEA كوسيلة لتقديم الحوكمة السريرية.